# Venevisión
Веневисион (шп. Venevisión) је венецуелански земаљски телевизијски канал у власништву Grupo Cisneros.
Један је од највећих произвођача теленовела уз Телевису, Телемундо, РЦН, Каракол, ТВ Глобо, ABS-CBN и GMA Network.

## Веневисион у Србији
Теленовеле Веневисион присутне су у Србији од 2000. године. Прва емисија је била Саманта, емитована је на локалној телевизији.
До данас је емитовано 6 теленовела Веневисион
| Наслов у Србији       | Оригинални наслов | Интернационални наслов | Година снимања | Година приказивања | Телевизија      |
| --------------------- | ----------------- | ---------------------- | -------------- | ------------------ | --------------- |
| Саманта               |                   |                        | 1998           | 2000.—2001         | Кошава ТВ       |
| Жена мог живота       |                   |                        | 1998.—1999     | 2001.—2002         | Телевизија Пинк |
| Срце на длану         |                   |                        | 2004           | 2010               | Фокс телевизија |
| Никада не реци збогом |                   |                        | 2005           | 2006               | Телевизија Пинк |
| Украдена срећа        |                   |                        | 2007           | 2009.—2010         | Телевизија Пинк |
| Ева Луна              |                   |                        | 2010           | 2017               | РТВ БН          |